# Nikolauskirche (Radenthein)

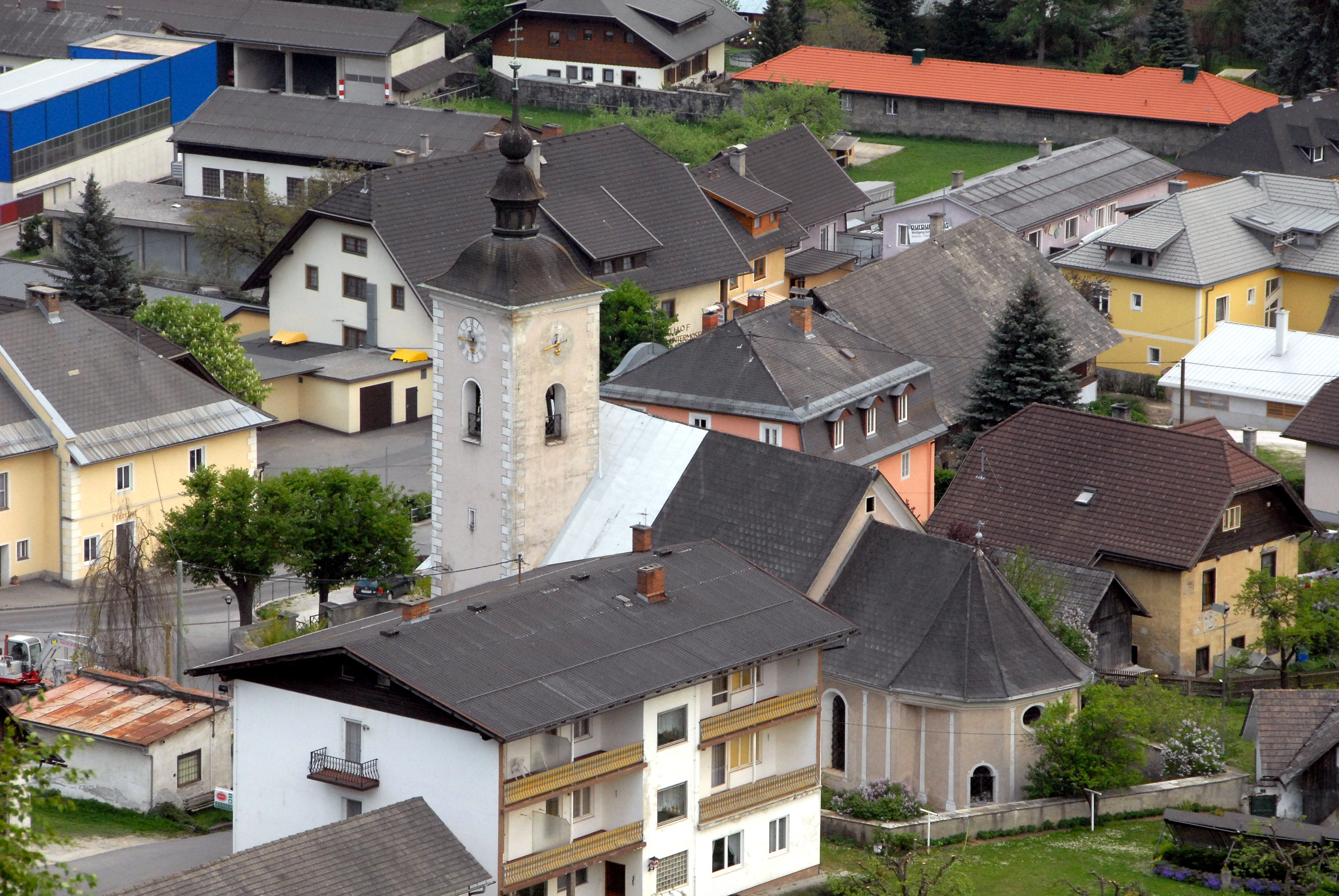
Katholische Pfarrkirche hl. Nikolaus in Radenthein

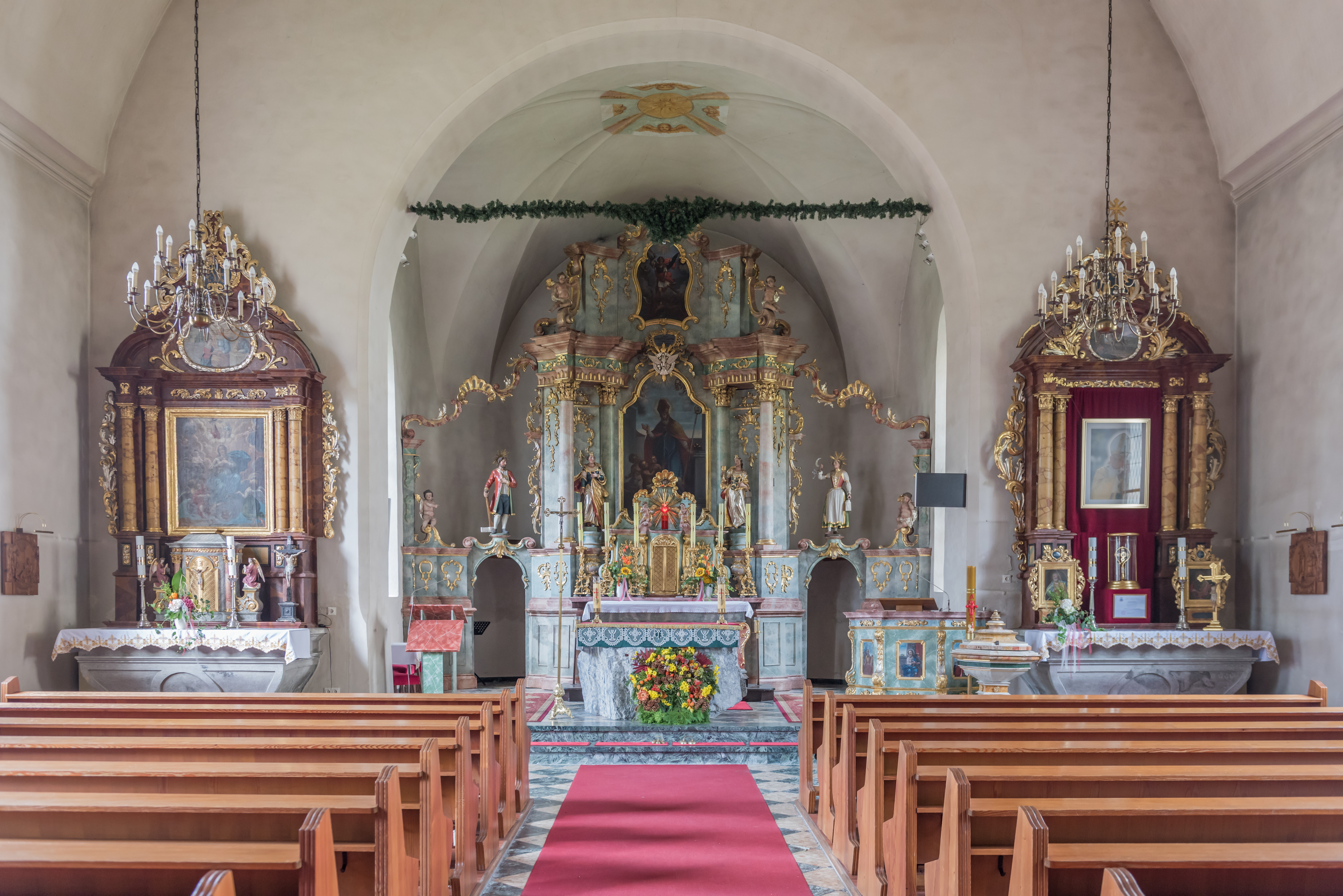
Langhaus, Blick zum Chor

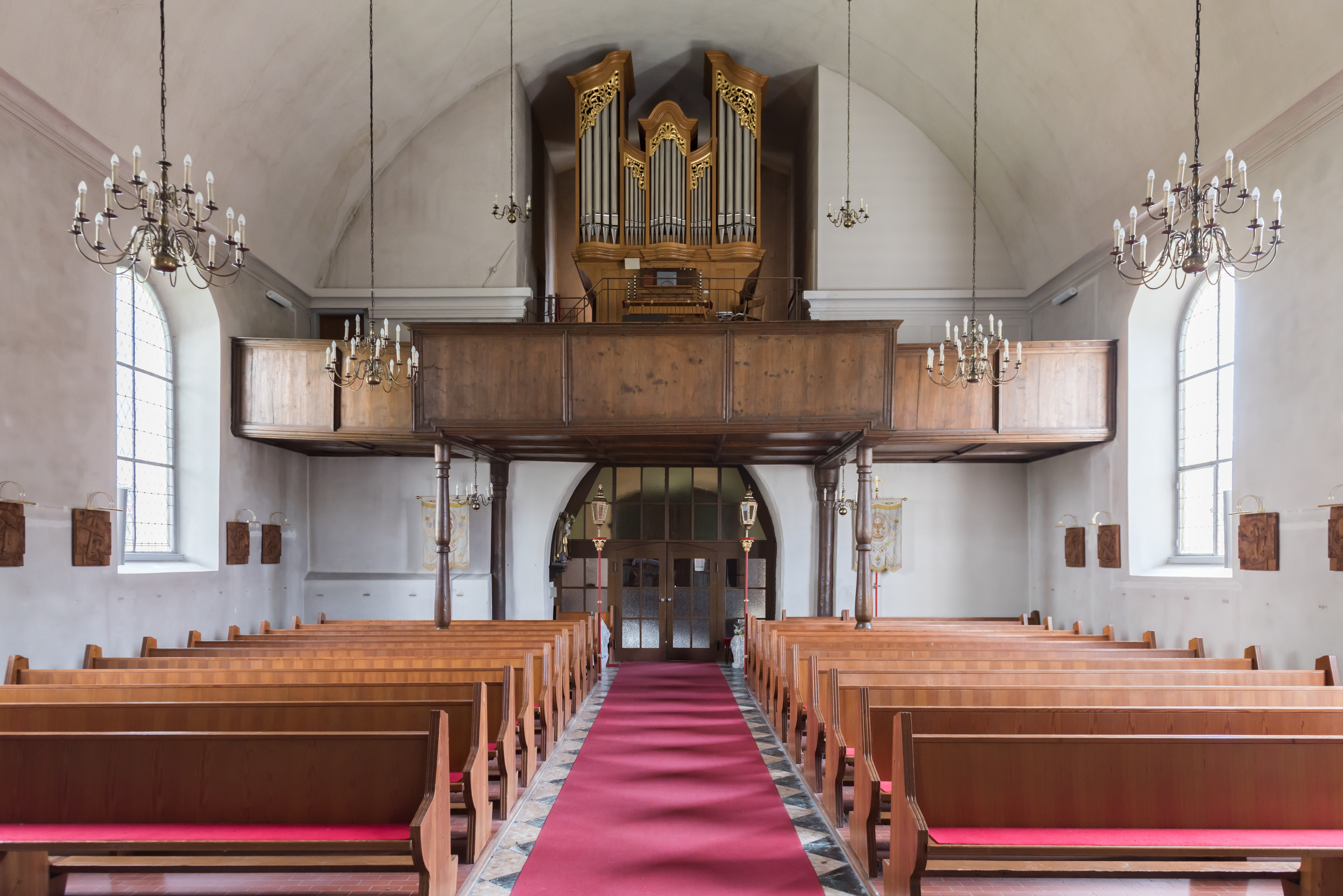
Langhaus, Blick zur Empore

Die römisch-katholische Pfarrkirche Radenthein steht oberhalb des Ortes in der Stadtgemeinde Radenthein im Bezirk Spittal an der Drau in Kärnten. Die dem Patrozinium des hl. Nikolaus von Myra unterstellte Pfarrkirche gehört zum Dekanat Gmünd-Millstatt in der Diözese Gurk-Klagenfurt. Die Kirche und der Friedhof stehen unter Denkmalschutz (Listeneintrag).

## Geschichte
Die Kirche wurde 1177 erstmals als „villam Rathetin cum capella“ urkundlich erwähnt und gehörte zum Stift Millstatt. 1262 wurde Radenthein zur Pfarre erhoben.

## Architektur
Das Gotteshaus ist eine schlichte Saalkirche des 17. Jahrhunderts mit einem romanisch-gotischen Kern. Der Turm von 1694 an der Nordostecke des Langhauses besitzt rundbogige Schallfenster und wird von einem Zwiebelhelm bekrönt. Gemalte Pilaster gliedern die Kirchenfassade. An der Südwand der Vorhalle ist ein spätgotisches Fresko.
Das Langhaus ist ein breiter, tonnengewölbter Saal, der durch Gesimsbänder oberhalb der Korbbogenfenster gegliedert wird. Auf der Westempore aus dem 18. Jahrhundert steht eine 2005 gebaute Orgel mit 20 Registern. Ein breiter, abgefaster Triumphbogen verbindet das Langhaus und einen niedrigeren, schmäleren Chor mit einem verschliffenen Polygon. Über dem Chor erhebt sich ein schirmartiges Gratgewölbe.

## Einrichtung
Der Hochaltar mit Opfergangsportalen entstand im dritten Viertel des 18. Jahrhunderts. Das Mittelbild zeigt den heiligen Nikolaus. Zwischen den Säulen stehen die Rokokofiguren der Heiligen Katharina und Barbara und über den Opfergangsportalen die der Bauernheiligen Isidor und Notburga.
Die Altarblätter der Seitenaltäre vom Beginn des 18. Jahrhunderts stellen links die Himmelfahrt Mariens und rechts den heiligen Vitus dar.
In den Brüstungsfeldern der um 1720/30 gebaute Kanzel sind die vier Evangelisten dargestellt.
Die Kreuzwegbilder schnitzte 1987 Horst Drumel.
In der Marienkapelle nördlich der Vorhalle ist eine Barockstatue der Muttergottes mit Kind aufgestellt.
Zur weiteren Ausstattung der Kirche zählen eine Sitzfigur des heiligen Nikolaus vom Ende des 15. Jahrhunderts und ein kleines geschnitztes Kruzifix aus dem 18. Jahrhundert.